# HMS Valiant (1863)
HMS Valiant – brytyjska fregata pancerna typu Hector, która weszła do służby w Royal Navy w 1868 roku. Okręt służbę na morzu zakończył w 1885 roku. W kolejnych latach zacumowany w porcie był wykorzystywany do celów pomocniczych jako jednostka szkolna i magazynowa. Sprzedany na złom w 1956 roku.

## Projekt i budowa
W odpowiedzi na francuski program zbrojeń na morzu, którego elementem była m.in. pierwsza w świecie fregata pancerna "La Gloire", Royal Navy zamówiła nowe okręty, które swoimi parametrami miały przewyższać konstrukcję francuską. Główną częścią programu były duże fregaty pancerne typu Warrior. Dodatkowo w 1859 roku zamówiono dwie mniejsze fregaty pancerne typu Defence. Pod względem konstrukcyjnym nowe okręty były pomniejszoną wersją fregat typu Warrior, z kadłubem krótszym o 39 metrów, mniejszą mocą siłowni okrętowej i słabszym uzbrojeniem. W styczniu 1861 roku zamówiono dwa kolejne okręty zbliżone konstrukcyjnie do typu Defence. Nowe okręty miały otrzymać nieznacznie większe uzbrojenie i opancerzenie oraz siłownie okrętowe o większej mocy. 
Budowa HMS „Valiant” rozpoczęła się w stoczni Westwood & Baillie w Londynie w lutym 1861 roku. W listopadzie 1861 roku stocznia zbankrutowała a budowa była kontynuowana przez stocznię Thames Ironworks and Shipbuilding Company. Zmiana stoczni a także decyzja o zamontowaniu innego uzbrojenia niż początkowo planowano spowodowały opóźnienie budowy. Wodowanie miało miejsce 14 października 1863 roku, ukończenie budowy nastąpiło dopiero w 1868 roku. Gotowy do służby okręt okazał się być przeciążony, w związku z tym konieczna okazała się redukcja zapasów węgla i amunicji zabieranych na pokład.

## Dane taktyczno-techniczne

### Kadłub
Kadłub pod względem konstrukcyjnym był podobny do zastosowanego w okrętach typu Defence, zastosowano jednak lepsze opancerzenie i większą ilość uzbrojenia zabieranego na pokład. Po zmianach wyporność nowych okrętów wzrosła do 6710 ton, w związku z czym konieczne okazało się zwiększenie szerokości do 17,14 m. Opancerzenie składało się z pasa z płyt pancerza żelaznego grubości 114 mm na całej długości okrętu. Nieopancerzone pozostały dziób i rufa okrętu. W celu zwiększenia wytrzymałości okrętu, w konstrukcji jego kadłuba przewidziano 92 przedziały wodoszczelna, z czego 52 znajdowały się w rejonie dna i burt. Zrezygnowano z montażu tarana na dziobie.

### Napęd

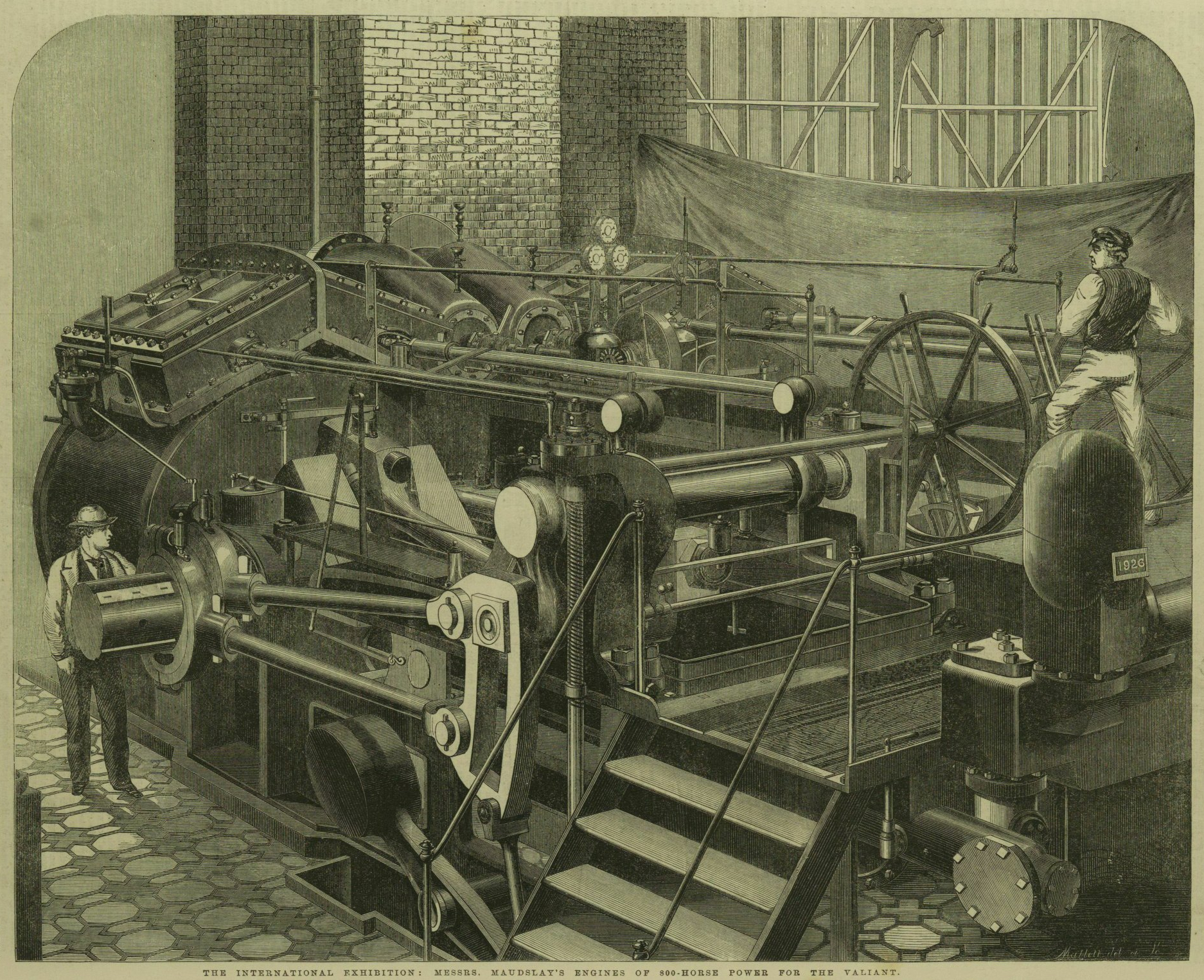
Silnik parowy HMS „Valiant”

Okręt napędzany był maszyną parową o mocy 3560 KM, napędzającą dwułopatową śrubę napędową. Była możliwość zdemontowania śruby i wciągnięcia jej na pokład, jednak w praktyce nie korzystano z tego rozwiązania. Para do silników była wytwarzana przez sześć kotłów. Kotły wyprodukowała firma Maudslays. Jako napęd pomocniczy wykorzystywano ożaglowanie typu bark.

### Uzbrojenie
Uzbrojenie główne początkowo miały stanowić 24 gładkolufowe, ładowane odprzodowo działa 68-funtowe. Następnie część dział miała być typu ładowanego odtylcowo. Ostatecznie z powodu przedłużającej się budowy okręt ukończono z uzbrojeniem składającym się z ładowanych odprzodowo i gwintowanych dwóch dział kalibru 203 mm i 16 kalibru 178 mm. Dodatkowym argumentem za wyborem takiej konfiguracji było niedopracowanie techniczne dział ładowanych odtylcowo. Takie samo uzbrojenie otrzymał bliźniaczy „Hector” w wyniku modernizacji przeprowadzonej w latach 1867-1868.

## Służba
Okręt wszedł do służby w grudniu 1868 roku w Plymouth jako "guard ship", jednostka rezerwowa ochraniająca bazy morskie w południowej Irlandii. Służbę tę pełnił przez 17 lat. W 1878 roku tymczasowo wszedł w skład grupy okrętów przygotowanych na wypadek rosyjskiego ataku w związku z wojną rosyjsko-turecką.
W 1885 roku z powodu zużycia kotłów podjęto decyzję o przeznaczeniu jednostki do zadań stacjonarnych, nie wymagających własnego napędu. Przez 13 lat był zacumowany w pobliżu Plymouth. W 1897 roku okręt wykorzystywano do zadań szkoleniowych. W 1904 roku okręt okręt otrzymał imię „Indus IV” i był wykorzystywany jako pływający magazyn dla niszczycieli. Podczas I wojny światowej otrzymał imię „Valiant III” i służył jako magazyn dla balonów przeciwlotniczych. W 1922 roku wystawiony na sprzedaż, jednak w 1926 przebudowany na pływający zbiornik paliwa. Okręt został sprzedany na złom do belgijskiej stoczni złomowej. Został odholowany z Hamoaze w pobliżu Plymouth do Brugii 8 grudnia 1956 roku .